# Księstwo darłowskie
Księstwo darłowskie – niewielkie księstwo typu apanażowego, istniejące w latach 1569–1622 w dzisiejszej północno-zachodniej Polsce, na Pomorzu Zachodnim, ze stolicą w Darłowie, jedno z księstw zachodniopomorskich.

## Historia

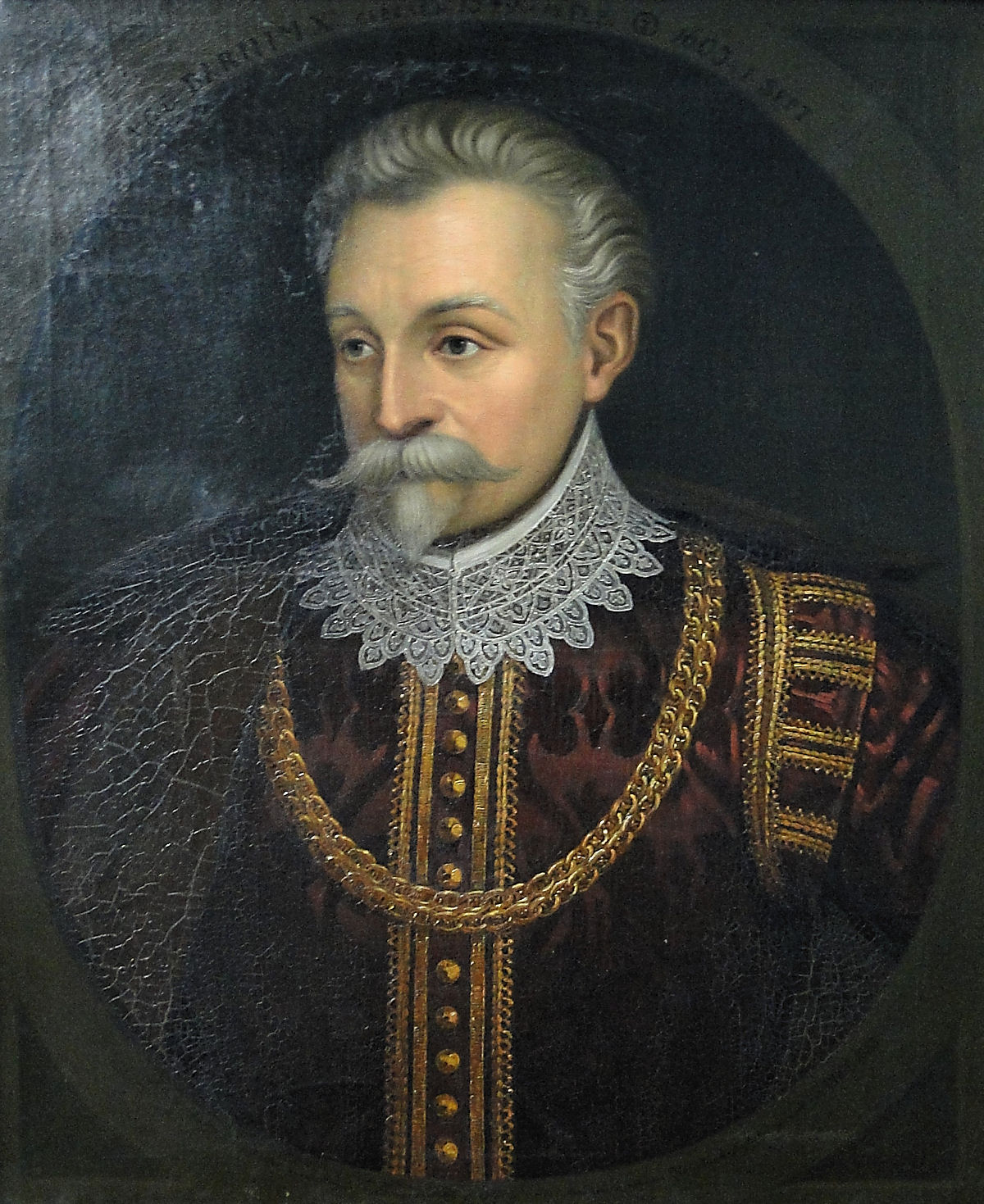
Barnim X – pierwszy książę darłowski

Powstało w 1569 poprzez wyodrębnienie z księstwa szczecińskiego. Pierwszym księciem został Barnim X Młodszy z rodu Gryfitów. W 1573 książę darłowski objął także panowanie nad południową częścią ziemi lęborsko-bytowskiej z miastem Bytowem, która przez cały okres istnienia księstwa pozostawała lennem Korony Królestwa Polskiego. Kolejnymi książętami byli Kazimierz VII oraz wspólnie bracia Jerzy II i Bogusław XIV. W 1615 Bogusław XIV objął samodzielne panowanie nad księstwem.